# شینگ تونگ یائو
شینگ تونگ یائو ((به انگلیسی: Shing-Tung Yau) (به چینی: 丘成桐)؛ متولد ۴ آوریل ۱۹۴۹) یک ریاضیدان آمریکایی زاده چین است. او در سال ۱۹۸۲ موفق به کسب جایزه فیلدز شد. کارهای یائو بیشتر در زمینه هندسه دیفرانسیل است. به طورِ خاص، وی با حلّ حدسیّه کالابی در حالتِ ردهٔ چرن صفرْ وجودِ متریک‌های کهلری ریچی-تخت را اثبات کرد و به همین سبب چنین فضاهایی خمینه‌های کالابی-یائو نامیده می‌شوند. (لازم است ذکر شود که هم‌زمان با یائو، تییری اُبَن نیز همین مسئله را با فرضِ ردهٔ چرن منفی ثابت نمود).

وی به‌خاطر مشارکت‌های پیشگامانه‌اش در هندسه دیفرانسیل، تحلیل هندسی و کاربردهای آن در فیزیک نظری، به‌ویژه نظریه ریسمان، شهرت جهانی دارد. او از جمله نخستین کسانی بود که ابزارهای تحلیل را با مفاهیم عمیق هندسی ترکیب کرد و تأثیرات گسترده‌ای بر پیشرفت ریاضیات مدرن گذاشت.

## زندگی‌نامه

### سال‌های ابتدایی
یائو در بخش جنوبی کشور چین متولد شد. او در دوران کودکی به همراه خانواده‌اش به هنگ‌کنگ مهاجرت کرد و بیشتر دوران کودکی و نوجوانی خود را در آنجا سپری نمود. پدر یائو که فردی فرهیخته و علاقه‌مند به فرهنگ کلاسیک بود، از همان کودکی او را با خوشنویسی چینی، شعر کلاسیک و فلسفه یونان باستان آشنا کرد. با این حال، علاقهٔ اصلی یائو از همان دوران به ریاضیات معطوف شد؛ به‌ویژه شیفتهٔ نظم و زیبایی موجود در هندسهٔ اقلیدسی بود. نخستین تجربهٔ جدی او در ریاضیات، مطالعهٔ هندسهٔ اقلیدسی بود که تأثیری عمیق بر ذهن او گذاشت. در اوقات فراغت، ساعت‌ها را در کتابخانه‌های ریاضی سپری می‌کرد و به مطالعهٔ مقالات و جستجوی مسائل جذاب مشغول بود.

### بحران خانوادگی و ادامه تحصیل
در سال ۱۹۶۳، با درگذشت پدرش، خانوادهٔ یائو با بحران مالی روبه‌رو شد. با وجود این دشواری‌ها، او و مادرش با عزمی راسخ به مسیر تحصیل ادامه دادند. پس از سه سال وقفه، یائو در سال ۱۹۶۶ وارد کالج چونگ‌چی (Chung Chi College) در هنگ‌کنگ شد. استعداد او در ریاضیات توجه استادان بسیاری را جلب کرد؛ از جمله استفان سلاف از دانشگاه کالیفرنیا، برکلی که با توصیهٔ او، یائو در سال ۱۹۶۹ برای تحصیلات تکمیلی وارد دانشگاه برکلی شد.

## فعالیت‌های علمی

### دوران دکترا و پژوهش‌های اولیه
یائو در دانشگاه برکلی، زیر نظر شینگ شن چرن، دکترای خود را در سال ۱۹۷۱ به پایان رساند. در این دوران، تحت تأثیر آثار جان میلنر و نظریهٔ گروه‌های هندسی قرار گرفت و پژوهش‌هایی دربارهٔ تعمیم قضیهٔ پریسمان انجام داد. پس از دکترا، یک سال را در مؤسسهٔ مطالعات پیشرفتهٔ پرینستون (IAS) گذراند و سپس دو سال به‌عنوان استادیار در دانشگاه استونی بروک مشغول به کار شد. او در این سال‌ها، تمرکز خود را بر تحلیل هندسی قرار داد؛ شاخه‌ای از ریاضیات که معادلات دیفرانسیل جزئی را با هندسهٔ دیفرانسیل ترکیب می‌کند و کاربردهایی در هندسهٔ جبری دارد.

### اثبات حدس کالابی
در سال ۱۹۷۶، یائو حدس معروف کالابی را اثبات کرد؛ حدسی که توسط یوجین کالابی مطرح شده بود و به مسائل بنیادی در هندسهٔ جبری و ساختارهای کالر مربوط می‌شد. اثبات این حدس نه‌تنها در جامعهٔ ریاضی بازتاب گسترده‌ای داشت، بلکه بعدها به‌عنوان ابزاری اساسی در نظریهٔ ریسمان مورد استفاده قرار گرفت.

## میراث علمی
شینگ-تونگ یائو نقش کلیدی در بنیان‌گذاری و توسعهٔ تحلیل هندسی ایفا کرد. او شاگردان بسیاری را پرورش داد که برخی از آنان به ریاضی‌دانان برجسته‌ای در قرن بیست‌ویکم تبدیل شدند. یائو همچنین در گسترش ارتباط میان ریاضیات ناب و فیزیک نظری، تأثیر چشمگیری داشته است.
او در کنار پژوهش‌هایش، نقش فعالی در پایه‌گذاری مؤسسات تحقیقاتی، ترویج ریاضیات در چین، و برگزاری کنفرانس‌های بین‌المللی داشته است.

## افتخارات
در طول دوران حرفه‌ای خود، یائو جوایز و افتخارات متعددی را دریافت کرده است، از جمله:
مدال فیلدز (۱۹۸۲)
جایزه وولف در ریاضیات (۲۰۱۰)
عضویت در آکادمی ملی علوم ایالات متحده آمریکا